# Ousse des Bois
Pour les articles homonymes, voir Ousse.
L'Ousse des Bois ou Oussère (gascon Aucèra) est un affluent droit du gave de Pau, entre l'Ousse et l'Aulouze.

## Étymologie
Le nom Ousse, qu'elle partage avec sa voisine de Pau, est un thème hydronymique typique de l'aire aquitanique. Le nom historique de la rivière, la Orsa (1394) /ursɵ/, atteste que les Ousse étaient d'anciennes Ourse (cf. Ossau). La variante Oussère est un hypocoristique gascon en -èra (latin -ella) ; la prononciation Aucèra présente la transformation occitane ou- > au- (non étymologique).
On retrouve des Ousse comme affluent du canal d'Alaric, du Gers, de l'étang d'Aureilhan, et une Oussère comme affluent de l'Ousse paloise.
La rivière a laissé son nom à la commune riveraine d'Aussevielle (ville d'Ousse en gascon). Un quartier de Pau construit sur sa rive gauche a été nommé l'Ousse des Bois.

## Géographie
De 23,3 km de longueur, l'Oussère naît à Limendous, s'écoule vers l'ouest en passant au nord de Pau - où elle prend le nom d'Ousse des Bois - pour rejoindre le gave de Pau en amont de Denguin. L'Ousse des Bois draine le sud de la lande du Pont-Long qui occupe une des vallées mortes du gave de Pau, issue du grand glacier pyrénéen du système de Lourdes (Mindel) et abandonnée au Riss, lorsque le cours du gave a été dévié vers le sud (vallée de l'Ousse.).
L'Oussère traverse d'abord une zone de landes autrefois marécageuses, bien drainées maintenant, formant à l'est de Pau une zone agricole de plus en plus urbanisée. L'Ousse des Bois traverse ensuite les zones urbaines du nord de Pau et de Lescar, puis rejoint le gave en traversant des territoires encore utilisés pour l'agriculture à Poey-de-Lescar et Aussevielle.

## Département et communes traversés
- Pyrénées-Atlantiques : Soumoulou, Limendous, Andoins, Nousty, Artigueloutan, Sendets, Lée, Idron, Pau, Lons, Lescar, Poey-de-Lescar et Aussevielle.

## Principaux affluents
- À Sendets, le ruisseau de Courrège, 2,4 km
- À l'entrée sur le territoire de Lescar, le canal de Lescourre dérive une partie de l'eau de l'Ousse des Bois vers la plaine du gave. Ce canal ancien, alimentant le ruisseau de Lescourre, était destiné aux besoins en eau de la ville de Lescar.
- Près de son embouchure, l'Ousse des Bois reçoit, sur sa rive gauche, l'eau du canal du moulin, 10,8 km, alimenté par différents drainages de la plaine de Lons et l'eau non utilisée du canal et du ruisseau de Lescourre.